# ViXra

viXra는 코넬 대학교가 운영하는 arXiv 서비스의 대안으로서 물리학자 필립 깁스가 구성한 전자인쇄물 아카이브이다.

## 개요
viXra는 물리학, 수학 관련 제출 문헌들 위주이긴 하지만 목표는 과학 커뮤니티 전반의 주제를 다루는 것이다. 저자가 학술 단체에 소속이 되지 않고도, 또 품질 상한선이 없는 제출 문헌을 수용한다. viXra의 전자인쇄물들은 크게 7가지로 분류된다: 물리학, 수학, 계산과학, 생물학, 화학, 인간애 등. 누구든지 viXra에 무엇이든 게시할 수 있지만 내부 규칙은 "저속하거나 명예를 훼손하거나 표절을 하거나 위험할 정도로 오해의 소지를 불러일으키는" 내용을 금지한다. 그 결과, 이 사이트는 물리학자들 사이에서 "무관심의 자료"를 호스팅하는 곳으로 유명하다. 물리학자 헤라르뒤스 엇호프트는 "문헌이 viXra에 게시된다는 것은 받아들일만한 결과를 포함하지 않을 가능성이 높음을 의미하는 것이 보통이다."라고 기록하고 있다.
이 아카이브를 시작한 깁스의 원래 동기는 자신들의 견본 인쇄물들이 arXiv에 의해 불공평하게 거부되거나 재분류되었다고 믿는 연구원들의 요구를 만족시켜 주는 것이다. 2013년 기준으로 4,000개 이상의 견본 인쇄물들이 있었으며 2018년 1월 그 수는 21,883개, 2020년 2월 34,100개로 증하가다.